# Фріц Шмедес
Фріц Шмедес (нім. Fritz Schmedes) (7 жовтня 1894, Шварме, Ольденбург — 5 лютого 1952, Шпрінге, Нижня Саксонія) — командир з'єдань військ СС, бригадефюрер СС, генерал-майор військ СС та поліції (9 листопада 1943). Кавалер Німецького хреста в золоті (10 червня 1943).

## Біографія
Народився 7 жовтня 1894 року в Швармі, Ольденбург. Син верденського пастора.
20 лютого 1913 року вступив фаненюнкером в 62-й артилерійський полк; 23 червня 1914 року підвищений до лейтенанта. Учасник Першої світової війни, нагороджений Залізним хрестом 1-го та 2-го класу.
В 1919 році командував добровольчою батареєю у складі Добровольчого корпусу Гассе в Берліні, потім у Верхній Сілезії. Брав участь у боях з комуністами в Рурській області. Згодом повернувся в 62-й артилерійський полк. В червні 1920 року пішов у відставку.
У 1935 році поступив на службу в поліцію Ерфурта, в 1937—1938 роках полковник, командир ерфуртської поліції. 1 травня 1937 року вступив у NSDAP (квиток № 5 240 168). З березня 1939 року начальник Оперативного відділу інспекції поліції порядку в Касселі.
У червні 1941 року переведений у війська СС і 1 грудня 1941 року призначений командиром артилерійського полку Поліцейської дивізії СС. 1 квітня 1942 року вступив у СС (SS-Nr. 420 790). З 26 липня по 21 серпня 1943 року — керівник навчання 6-ї дивізії. В липні-серпні 1944 року перебував у резерві військ СС. 15 лютого призначений «тактичним керівником» штурмової бригади СС (з 3 березня — 36-ї гренадерської дивізії військ СС), з якою був направлений на Балкани. Здався американським військам на Ельбі.
Помер 7 лютого 1952 року в Шпрінге після короткочасної хвороби.

## Підвищення під час Другої світової війни
- Оберштурмбаннфюрер СС (1 квітня 1942);
- Штандартенфюрер СС (20 квітня 1942);
- Оберфюрер СС (10 червня 1943);
- Бригадефюрер СС, генерал-майор військ СС та поліції (9 листопада 1943).

## Нагороди

### Перша світова війна
- Залізний хрест 2-го і 1-го класу
- Почесний хрест ветерана війни з мечами
- Німецька імперська відзнака за фізичну підготовку в золоті
- Застібка до Залізного хреста 2-го і 1-го класу
- Хрест Воєнних заслуг 2-го класу з мечами
- Німецький хрест в золоті (10 червня 1943)
- Нагрудний знак «За поранення» в чорному
- Медаль «За вислугу років у поліції» 3-го, 2-го і 1-го ступеня (25 років)